# Anaea anassa
Anaea anassa är en fjärilsart som beskrevs av Felder 1862. Anaea anassa ingår i släktet Anaea och familjen praktfjärilar. Inga underarter finns listade i Catalogue of Life.